# Indische Badmintonmeisterschaft
Die Indischen Badmintonmeisterschaften sind eine der dienstältesten Meisterschaften weltweit. Sie werden seit 1934 ausgetragen und fanden bis auf 1941 und 1948 ohne Unterbrechung statt. Bis in die 1960er Jahre waren die Meisterschaften offen – das heißt, es konnten auch ausländische Spieler bei den Meisterschaften starten. So finden sich zum Beispiel auch die Dänen Erland Kops und Tonny Ahm oder die malaysischen Spieler A. S. Samuel, Chan Kon Leong, S. A. Durai, Cecilia Samuel und Tan Gaik Bee in den Siegerlisten. In der Saison 2015/2016 fanden die Titelkämpfe zum 80. Mal statt. Mannschaftsmeisterschaften sind seit 1944 dokumentiert, Juniorenmeisterschaften seit 1959.

## Die Meister
| Saison    | Herreneinzel             | Dameneinzel          | Herrendoppel                           | Damendoppel                              | Mixed                                       |
| --------- | ------------------------ | -------------------- | -------------------------------------- | ---------------------------------------- | ------------------------------------------- |
| 1934      | Vijay A. Madgavkar       | nicht ausgetragen    | D. Minas V. Minas                      | nicht ausgetragen                        | nicht ausgetragen                           |
| 1935      | T. Banerji               | T. P. Boland         | Vijay A. Madgavkar B. Roy              | T. P. Boland Cameron                     | nicht ausgetragen                           |
| 1936      | George Lewis             | Pearl Goss           | Harmarain Hadait                       | Pearl Goss D. Shandley                   | N. Knight I. Brydges                        |
| 1937      | George Lewis             | Pearl Goss           | Harmarain Hadait                       | Pearl Goss D. Shandley                   | George Lewis Novina George                  |
| 1938      | George Lewis             | Pearl Goss           | George Lewis Kartar Singh              | Pearl Goss K. Minos                      | George Lewis Novina George                  |
| 1939      | George Lewis             | Easdon               | Harmarain Sahur Ahmed                  | Easdon Holloway                          | Kartar Singh Easdon                         |
| 1940      | Chee Choon Keng          | Pearl Goss           | Dattu Mugwe M. G. Mugwe                | P. Cook Catchik                          | Vijay A. Madgavkar Pearl Goss               |
| 1941      | nicht ausgetragen        | nicht ausgetragen    | nicht ausgetragen                      | nicht ausgetragen                        | nicht ausgetragen                           |
| 1942      | Prakash Nath             | Tara Deodhar         | Ashok Nath Prakash Nath                | Tara Deodhar Sunder Deodhar              | Raja Patwardhan Sunder Deodhar              |
| 1943      | Devinder Mohan           | Tara Deodhar         | George Lewis Devinder Mohan            | Tara Deodhar Sunder Deodhar              | V. N. Iyer Ravibala Chitale                 |
| 1944      | Devinder Mohan           | Tara Deodhar         | Khandu M. Ranganekar Dattu Mugwe       | Frenee Talyarkhan Mumtaj Chinoy          | Prakash Nath Sunder Deodhar                 |
| 1945      | Prakash Nath             | Mumtaj Chinoy        | George Lewis Devinder Mohan            | Frenee Talyarkhan Mumtaj Chinoy          | Prakash Nath Sunder Deodhar                 |
| 1946      | Devinder Mohan           | Sunder Deodhar       | Ashok Nath Prakash Nath                | Suman Deodhar Sunder Deodhar             | Devinder Mohan Sunder Deodhar               |
| 1947      | S. A. Durai              | Tonny Ahm            | A. S. Samuel Chan Kon Leong            | Suman Deodhar Sunder Deodhar             | Tage Madsen Suman Deodhar                   |
| 1948      | nicht ausgetragen        | nicht ausgetragen    | nicht ausgetragen                      | nicht ausgetragen                        | nicht ausgetragen                           |
| 1949      | Devinder Mohan           | Pearl Goss           | Dattu Mugwe Bala V. Ullal              | Acharya Sheila Tambe                     | George Lewis Novina George                  |
| 1950      | Devinder Mohan           | Betty Farias         | Henry Ferreira Devinder Mohan          | Betty Farias Sindhu Phansalkar           | Henry Ferreira Betty Farias                 |
| 1951      | Amrit Lal Dewan          | Suman Deodhar        | Gajanan Hemmady Manoj Guha             | Suman Deodhar Sunder Deodhar             | Trilok Nath Seth D. H. Devid                |
| 1952      | Trilok Nath Seth         | Sushila Rege         | Henry Ferreira Devinder Mohan          | Sushila Rege Shashi Bhatt                | Henry Ferreira Sushila Rege                 |
| 1953      | Nandu M. Natekar         | Sushila Rege         | Gajanan Hemmady Manoj Guha             | Sushila Rege Shashi Bhatt                | Nandu M. Natekar Shashi Bhatt               |
| 1954      | Nandu M. Natekar         | Sunder Patwardhan    | Gajanan Hemmady Manoj Guha             | Suman Deodhar Sunder Patwardhan          | Nandu M. Natekar Shashi Bhatt               |
| 1955      | Trilok Nath Seth         | Prem Prashar         | Nandu M. Natekar Ravindra Dongre       | Prem Prashar Sushila Kapadia             | D. N. Dhongade Prem Prashar                 |
| 1956      | Trilok Nath Seth         | Tara Dandige         | Nandu M. Natekar R. D. Vimawala        | Jasbir Kaur Meena Shah                   | D. N. Dhongade M. Gokhale                   |
| 1957      | Trilok Nath Seth         | Prem Prashar         | D. N. Dhongade R. D. Vimawala          | Prem Prashar Sushila Kapadia             | Chandrakant Deoras Sushila Kapadia          |
| 1958      | Nandu M. Natekar         | Sushila Kapadia      | Nandu M. Natekar Manohar K. Bopardikar | Prem Prashar Sushila Kapadia             | Amrit Lal Dewan Meena Shah                  |
| 1959      | Erland Kops              | Meena Shah           | Erland Kops R. D. Vimawala             | Cecilia Samuel Tan Gaik Bee              | Erland Kops Tan Gaik Bee                    |
| 1960      | Nandu M. Natekar         | Meena Shah           | Nandu M. Natekar Chandrakant Deoras    | Prem Prashar Manda Kelkar                | Chandrakant Deoras Prem Prashar             |
| 1961      | Nandu M. Natekar         | Meena Shah           | Nandu M. Natekar Chandrakant Deoras    | Prem Prashar Manda Kelkar                | Nandu M. Natekar Manda Kelkar               |
| 1962      | Suresh Goel              | Meena Shah           | A. I. Sheikh P. J. Banphot             | Sarojini Apte Sunila Apte                | Chandrakant Deoras Manda Kelkar             |
| 1963      | Suresh Goel              | Meena Shah           | Nandu M. Natekar Chandrakant Deoras    | Sushila Kapadia Manda Kelkar             | Satish Bhatia Surinder Pannu                |
| 1964      | Suresh Goel              | Meena Shah           | Dipu Ghosh Raman Ghosh                 | Meena Shah Sunila Apte                   | Chandrakant Deoras Meena Shah               |
| 1965      | Nandu M. Natekar         | Meena Shah           | Suresh Goel Chandrakant Deoras         | Meena Shah Sarojini Apte                 | A. I. Sheikh Shobha Moorthy                 |
| 1966      | Dinesh Khanna            | Sarojini Apte        | Khor Cheng Chye Lee Guan Chong         | Shobha Moorthy Manda Kelkar              | Nandu M. Natekar Manda Kelkar               |
| 1967      | Suresh Goel              | Sarojini Gogte       | Dipu Ghosh Raman Ghosh                 | Sarojini Gogte Sunila Apte               | Dipu Ghosh Sarojini Gogte                   |
| 1968      | Satish Bhatia            | Damayanti Tambay     | Raman Ghosh Chandrakant Deoras         | Damayanti Tambay Jo Phillips             | Raman Ghosh Malati Tambe Vaidya             |
| 1969      | Dipu Ghosh               | Damayanti Tambay     | Dipu Ghosh Raman Ghosh                 | Shobha Moorthy Morin Mathias             | Asif Parpia Rafia Latif                     |
| 1970      | Suresh Goel              | Damayanti Tambay     | Dipu Ghosh Raman Ghosh                 | Shobha Moorthy Morin Mathias             | Nandu M. Natekar Shobha Moorthy             |
| 1971      | Prakash Padukone         | Shobha Moorthy       | Dipu Ghosh Suresh Goel                 | Shobha Moorthy Morin Mathias             | Asif Parpia Morin Mathias                   |
| 1972      | Prakash Padukone         | Rafia Latif          | Asif Parpia Anil Pradhan               | Shobha Moorthy Morin Mathias             | Satish Bhatia Rafia Latif                   |
| 1973      | Prakash Padukone         | Ami Ghia             | Prakash Padukone Leroy D’sa            | Morin Mathias Vatsala Ramamoorthy        | Asif Parpia Morin Mathias                   |
| 1974      | Prakash Padukone         | Ami Ghia             | Raman Ghosh Davinder Ahuja             | Ami Ghia Morin Mathias                   | Suresh Goel Morin Mathias                   |
| 1975      | Prakash Padukone         | Ami Ghia             | Suresh Goel Leroy D’sa                 | Ami Ghia Morin Mathias                   | Suresh Goel Morin Mathias                   |
| 1976      | Prakash Padukone         | Ami Ghia             | Prakash Padukone Leroy D’sa            | Ami Ghia Morin D’Souza                   | Suresh Goel Morin D’Souza                   |
| 1977      | Prakash Padukone         | Kanwal Thakar Singh  | Prakash Padukone Leroy D’sa            | Latha Kailash Noreen Padua               | P. G. Chengappa Uma Moorthy                 |
| 1978      | Prakash Padukone         | Kanwal Thakar Singh  | Pradeep Gandhe Sanjay Sharma           | Kanwal Thakar Singh Ami Ghia             | Satish Bhatia Latha Kailash                 |
| 1979      | Prakash Padukone         | Ami Ghia             | Prakash Padukone Kiran Kaushik         | Ami Ghia Morin D’Souza                   | Parthasarathy B. Raman                      |
| 1980      | Syed Modi                | Ami Ghia             | Partho Ganguli P. G. Chengappa         | Radhika Bose Ami Ghia                    | Leroy D’sa Ami Ghia                         |
| 1981      | Syed Modi                | Madhumita Bisht      | Partho Ganguli Vikram Singh            | Kanwal Thakar Singh Sunita               | Sanat Misra Madhumita Goswami               |
| 1982      | Syed Modi                | Radhika Bose         | Uday Pawar Pradeep Gandhe              | Radhika Bose Ami Ghia                    | Partho Ganguli Ami Ghia                     |
| 1983      | Syed Modi                | Ami Ghia             | Leroy D’sa Sanat Misra                 | Radhika Bose Ami Ghia                    | P. G. Chengappa Radhika Bose                |
| 1984      | Syed Modi                | Madhumita Bisht      | Leroy D’sa Sanat Misra                 | Ami Ghia Deepti Thanekar                 | Pradeep Gandhe Ami Ghia                     |
| 1985      | Syed Modi                | Madhumita Bisht      | Partho Ganguli Vikram Singh            | Madhumita Bisht Mallika Barua            | Pradeep Gandhe Ami Ghia                     |
| 1986      | Syed Modi                | Madhumita Bisht      | Leroy D’sa Sanat Misra                 | Madhumita Bisht Ami Ghia                 | Sanat Misra Madhumita Bisht                 |
| 1987      | Syed Modi                | Madhumita Bisht      | Uday Pawar Ravi Kunte                  | Madhumita Bisht Ami Ghia                 | Sanat Misra Madhumita Bisht                 |
| 1988      | Vimal Kumar              | Madhumita Bisht      | Prakash Padukone Vinod Kumar           | Madhumita Bisht Ami Ghia                 | Sanat Misra Madhumita Bisht                 |
| 1989      | Vimal Kumar              | Madhumita Bisht      | Partho Ganguli Vikram Singh            | Madhumita Bisht Ami Ghia                 | Harjeet Singh Madhumita Bisht               |
| 1990      | George Thomas            | Madhumita Bisht      | Uday Pawar Vinod Kumar                 | Madhumita Bisht Sudha Padmanabhan        | Harjeet Singh Madhumita Bisht               |
| 1991      | Rajeev Bagga             | Manjusha Pawangadkar | Uday Pawar Vinod Kumar                 | Manjusha Pawangadkar Archana Deodhar     | Harjeet Singh Sindhu Gulati                 |
| 1992      | Rajeev Bagga             | Manjusha Pawangadkar | George Thomas Jaseel P. Ismail         | Manjusha Pawangadkar Archana Deodhar     | Harjeet Singh Sindhu Gulati                 |
| 1993      | Dipankar Bhattacharjee   | Manjusha Pawangadkar | Vinod Kumar Bhushan Akut               | Nancy Keith Sindhu Gulati                | Anil Nair Archana Deodhar                   |
| 1994      | Dipankar Bhattacharjee   | P. V. V. Lakshmi     | Vinod Kumar Bhushan Akut               | Nancy Keith Sindhu Gulati                | Vinod Kumar Madhumita Bisht                 |
| 1995      | Dipankar Bhattacharjee   | P. V. V. Lakshmi     | Jaseel P. Ismail Vijaydeep Singh       | P. V. V. Lakshmi P. V. Sharada           | Vinod Kumar Madhumita Bisht                 |
| 1996      | Pullela Gopichand        | Manjusha Pawangadkar | Jaseel P. Ismail Vijaydeep Singh       | Manjusha Kanwar Archana Deodhar          | Vinod Kumar Madhumita Bisht                 |
| 1997      | Pullela Gopichand        | Aparna Popat         | Rajeev Bagga Vinod Kumar               | Madhumita Bisht Sindhu Gulati            | Vinod Kumar Madhumita Bisht                 |
| 1998      | Pullela Gopichand        | Aparna Popat         | Jaseel P. Ismail Vincent Lobo          | Manjusha Kanwar Archana Deodhar          | Vincent Lobo Archana Deodhar                |
| 1999      | Pullela Gopichand        | Aparna Popat         | Markose Bristow Vijaydeep Singh        | Madhumita Bisht P. V. V. Lakshmi         | Jaseel P. Ismail Manjusha Kanwar            |
| 2000      | Pullela Gopichand        | Aparna Popat         | Vincent Lobo Jaseel P. Ismail          | Jwala Gutta Shruti Kurien                | Vincent Lobo Madhumita Bisht                |
| 2001      | Abhinn Shyam Gupta       | Aparna Popat         | Sanave Thomas Valiyaveetil Diju        | Neelima Chowdary D. Swetha               | Markose Bristow Madhumita Bisht             |
| 2002      | Abhinn Shyam Gupta       | Aparna Popat         | Markose Bristow Rupesh Kumar           | Jwala Gutta Shruti Kurien                | Jaseel P. Ismail Manjusha Kanwar            |
| 2003      | Chetan Anand             | Aparna Popat         | Markose Bristow Rupesh Kumar           | Jwala Gutta Shruti Kurien                | Pullela Gopichand Jwala Gutta               |
| 2004      | Anup Sridhar             | Aparna Popat         | Rupesh Kumar Sanave Thomas             | Jwala Gutta Shruti Kurien                | Markose Bristow B. R. Meenakshi             |
| 2005      | Anup Sridhar             | Aparna Popat         | Rupesh Kumar Sanave Thomas             | Jwala Gutta Shruti Kurien                | Valiyaveetil Diju Jwala Gutta               |
| 2006      | Chetan Anand             | Saina Nehwal         | Rupesh Kumar Sanave Thomas             | Jwala Gutta Shruti Kurien                | Valiyaveetil Diju Aparna Balan              |
| 2007      | Chetan Anand             | Saina Nehwal         | Rupesh Kumar Sanave Thomas             | Jwala Gutta Shruti Kurien                | Valiyaveetil Diju Jwala Gutta               |
| 2008      | Arvind Bhat              | Sayali Gokhale       | Rupesh Kumar Sanave Thomas             | Jwala Gutta Shruti Kurien                | Valiyaveetil Diju Jwala Gutta               |
| 2009      | Chetan Anand             | Trupti Murgunde      | Rupesh Kumar Sanave Thomas             | Jwala Gutta Ashwini Ponnappa             | Valiyaveetil Diju Jwala Gutta               |
| 2010      | Arvind Bhat              | Aditi Mutatkar       | Rupesh Kumar Sanave Thomas             | Aparna Balan Prajakta Sawant             | Pranav Chopra Prajakta Sawant               |
| 2011      | Sourabh Varma            | P. V. Sindhu         | Tarun Kona Arun Vishnu                 | Pradnya Gadre Prajakta Sawant            | Arun Vishnu Aparna Balan                    |
| 2012      | Kashyap Parupalli        | Sayali Gokhale       | Manu Attri B. Sumeeth Reddy            | Aparna Balan Siki Reddy                  | Arun Vishnu Aparna Balan                    |
| 2013      | K. Srikanth              | P. V. Sindhu         | Akshay Dewalkar Pranav Chopra          | Jwala Gutta Ashwini Ponnappa             | Arun Vishnu Aparna Balan                    |
| 2014      | Sai Praneeth Bhamidipati | Ruthvika Shivani     | Manu Attri B. Sumeeth Reddy            | Pradnya Gadre Siki Reddy                 | Arun Vishnu Aparna Balan                    |
| 2015      | Sameer Verma             | P. C. Thulasi        | Pranav Chopra Akshay Dewalkar          | Pradnya Gadre Siki Reddy                 | Arun Vishnu Aparna Balan                    |
| 2016      | Sameer Verma             | Rituparna Das        | Satwiksairaj Rankireddy Chirag Shetty  | Aparna Balan Prajakta Sawant             | Satwiksairaj Rankireddy Maneesha Kukkapalli |
| 2017      | H. S. Prannoy            | Saina Nehwal         | Manu Attri B. Sumeeth Reddy            | Ashwini Ponnappa Siki Reddy              | Satwiksairaj Rankireddy Ashwini Ponnappa    |
| 2018      | Saurabh Verma            | Saina Nehwal         | Pranav Chopra Chirag Shetty            | Shikha Gautam Ashwini Bhat               | Manu Attri Maneesha Kukkapalli              |
| 2019 2021 | nicht ausgetragen        | nicht ausgetragen    | nicht ausgetragen                      | nicht ausgetragen                        | nicht ausgetragen                           |
| 2022      | Mithun Manjunath         | Anupama Upadhyaya    | Kushal Raj S. Prakash Raj S.           | Treesa Jolly Gayathri Gopichand          | Hema Nagendra Babu Thandarang Kanika Kanwal |
| 2023      | Chirag Sen               | Anmol Kharb          | Pruthvi Krishnamurthy Roy Suraj Goala  | Priya Devi Konjengbam Shruti Mishra      | Dhruv Kapila Tanisha Crasto                 |
| 2024      | Raghu Mariswamy          | Devika Sihag         | Arsh Mohammad Sanskar Saraswat         | Arathi Sara Sunil Varshini Viswanath Sri | Ayush Agarwal Shruti Mishra                 |